# フェルディナント・フォン・リヒトホーフェン
フェルディナント・フォン・リヒトホーフェン男爵（Ferdinand Freiherr von Richthofen、1833年5月5日 - 1905年10月6日）は、ドイツの地理学者・探検家。近代的地形学の分野の創設者とされ、中国の研究を通じて、シルクロードの定義を定めた。近代地形学の父と称される。

## 生涯・人物
リヒトホーフェンは、ブレスラウ大学（現ヴロツワフ大学）及びベルリン大学で学んだ。1856年に学位を授与された後、地質学者として働いた。1856年から1860年にかけて、南チロル（アルプス山脈）とトランシルヴァニア（カルパティア山脈）で、地質学的調査を行なった。
1859年にプロイセンから東アジアへ向かったオイレンブルク使節団に随行し、中国、日本、シャムを回った。そして1868年から1872年にかけて中国の調査を行い、それを『シナ』という著書にまとめる。その際に「ザイデンシュトラーセン（絹の道）」という言葉を初めて用いた。中国行きの途中に日本に立ち寄ったほか、中国調査中も政情不安から1870年8月から9か月間日本に一時滞在した。
1872年にドイツへ帰国した後、リヒトホーフェンはベルリン地理学会の会長を勤めた。1875年にボン大学の地質学教授になり、1883年にライプツィヒ大学に地理学教授として移動した。1886年、リヒトホーフェンはベルリン大学に招聘された。

## 弟子
彼の弟子にはスウェーデンの探検家スヴェン・ヘディンがいる。リヒトホーフェンが提唱したシルクロードの名称を、著書を通じて世界に広めたのは彼である。

## 家族・親族
- 甥：第一次世界大戦の撃墜王として知られる「赤男爵（レッド・バロン）」ことマンフレート・フォン・リヒトホーフェン、およびマンフレートの弟のロタール・フォン・リヒトホーフェン。

## 著書
主なもの
- "China, Ergebnisse eigener Reisen" (5 Bände mit Atlas,1877-1912)
- "Führer für Forschungsreisender" (1886)
- "Geomorphologische Studien aus Ostasien" (4 Hefte, 1901-03)

### 日本語訳書
- 『支那〈第1〉支那と中央アジア』（東亜研究叢書14巻）望月勝海・佐藤晴生訳、岩波書店 1942年
- 『支那旅行日記』 海老原正雄訳、慶応書房 1943年
- 『北支ニ於ケル黄土地域及ソノ中央亜細亜トノ関係』東亜研究所 1939年
- 『山東省山岳地質』（調査資料4号）土方定一・橋本八男訳、興亜院政務部 1940年
- 『リヒトホーフェン日本滞在記―ドイツ人地理学者の観た幕末明治』上村直己訳　九州大学出版会 2013年